# 萧查剌阿不
萧查剌阿不，又作萧剌阿不，西辽大臣，出自契丹萧氏。
辽天祚帝末年为同知枢密院事。保大四年（1124年）随耶律大石西迁。至起儿漫（故址在今乌兹别克斯坦克尔米涅），耶律大石称帝，建西辽。查剌阿不为兵马元帅，随都元帅萧斡里剌率七万骑兵东征，相继征服喀什喀尔、和阗、畏兀儿等。再向西用兵，康国九年（1142年）在撒马尔罕北卡特万大败塞尔柱苏丹桑节尔率领的诸伊斯兰国家的十万大军，俘获桑节尔妻女和诸伊斯兰国首领。乘胜出师花剌子模（今咸海以南），迫使其沙阿阿即思臣服，交纳贡赋。巩固了西辽对河中一带的统治。